# Rock Against Communism

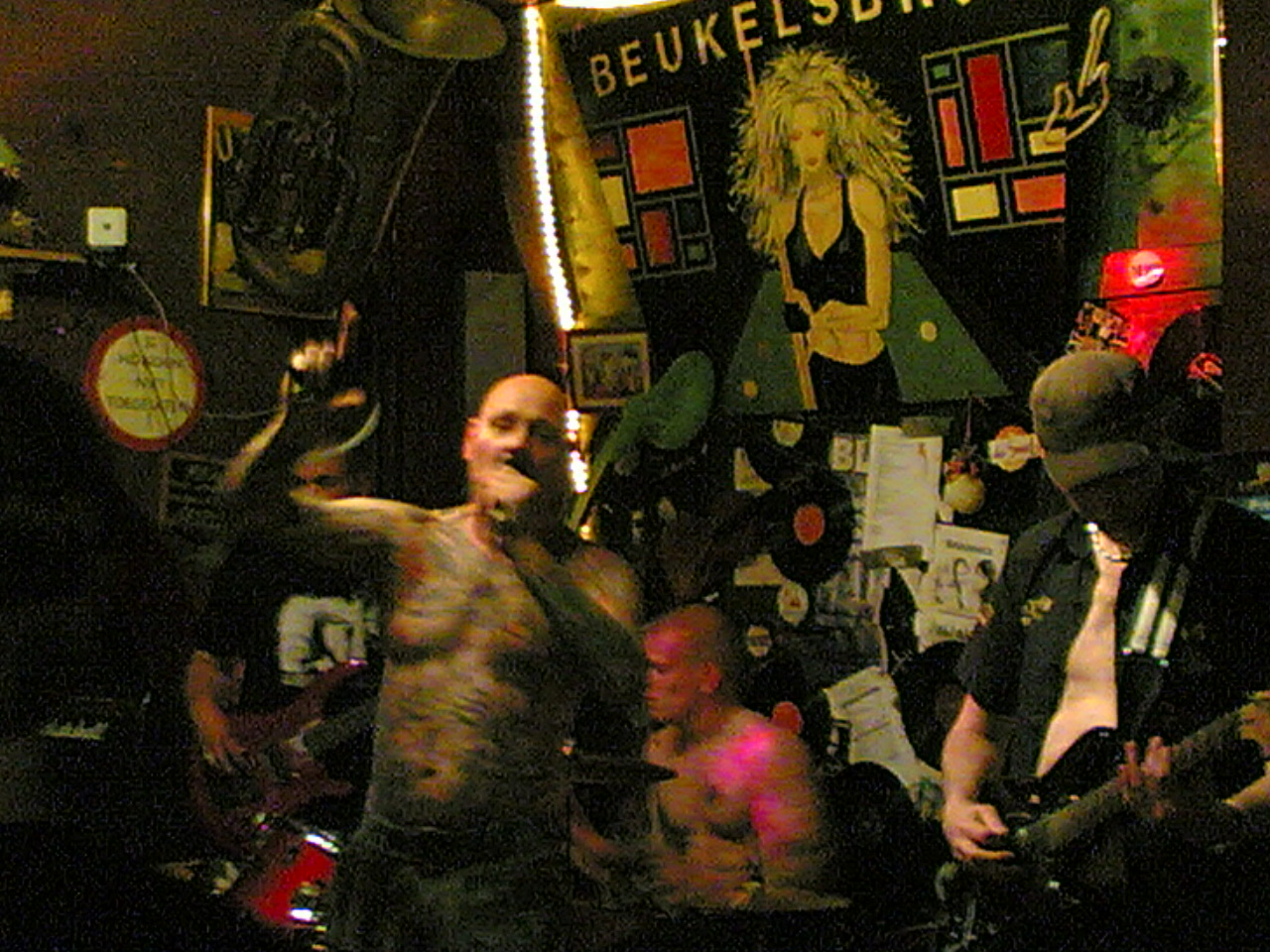
A holland RAC zenekar, a Brigade M 2009-ben

A Rock Against Communism (RAC) (magyarul Rock a kommunizmus ellen) az Egyesült Királyságban az 1970-es évek végén indult koncertsorozat és az ebből kinőtt zenei irányzat. Nevével ellentétben a RAC zenék szövegei ritkán fókuszálnak antikommunista témákra, helyette nacionalista, neonáci, antiszemita és rasszista témákról szólnak. Zeneileg a RAC stílus megegyezik az Oi!, punk, southern rock, rock and roll és kisebb mértékben a heavy metal stílusokkal.